# 上川郡 (十勝國)
上川郡（日语：／ Kamikawa gun */?）為日本北海道十勝綜合振興局的郡，位於十勝綜合振興局西北部。

## 轄區
轄區包含2町：
- 新得町
- 清水町

## 沿革

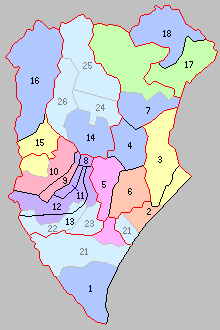
北海道一・二級町村制施行時十胜国上川郡下辖町村（15.人舞村 16.屈足村 左黄：清水町）

- 1869年8月15日：北海道設置11國86郡，十勝國上川郡成立。
- 1897年11月：北海道實施支廳制，十勝國上川郡隸屬河西支廳之管轄，此時上川郡下轄人舞村、屈足村。[1]（2村）
- 1915年4月1日：人舞村和屈足村調整兩村邊界，並分別成為北海道二級村。[2]
- 1920年9月：人舞村的部份區域併入河西郡芽室町。
- 1923年4月1日：人舞村和屈足村成為北海道一級村，屈足村並改名為新得村。
- 1927年9月25日：人舞村改名為清水村。
- 1933年5月1日：新得村改制為新得町。（1町1村）
- 1936年1月1日：清水村改制為清水町。（2町）
- 1943年6月1日：北海道一級二級町村制廢止。
- 1956年9月30日：河西郡御影村被併入清水町。
- 1958年4月1日：清水町上芽室地區的100戶被併入河西郡芽室町。